# Thomas Bienengräber
Thomas Bienengräber (* 1967) ist ein deutscher Wirtschaftspädagoge und Hochschullehrer.

## Leben
Nach dem Studium (1990–1994) der Pädagogik mit Schwerpunkt Berufs- und Wirtschaftspädagogik an der Universität der Bundeswehr München war er von 1997 bis 2000 wissenschaftlicher Mitarbeiter im DFG-Forschungsprojekt Die Entwicklung moralischer Urteilskompetenz in der kaufmännischen Erstausbildung am Lehrstuhl für Wirtschaftspädagogik der Johannes-Gutenberg-Universität Mainz. In Mainz erfolgte 2001 seine Promotion zum Dr. rer. pol. mit der Dissertation Vom Egozentrismus zum Universalismus.: Entwicklungsbedingungen moralischer Urteilskompetenz. Er war von 2000 bis 2007 wissenschaftlicher Mitarbeiter am Lehrstuhl Wirtschaftspädagogik der Technischen Universität Dresden. An der TU Dresden habilitierte er sich 2010 mit der Arbeit Eine Theorie der Situation – mit Beispielen für ihre Konkretisierung im Bereich der kaufmännischen Berufsbildung und erhielt die venia legendi für Wirtschaftspädagogik.
Bienengräber folgte 2010 einem Ruf an die Universität Duisburg-Essen, Campus Duisburg. Er wurde dort Lehrstuhlinhaber des Lehrstuhls für Wirtschaftspädagogik und Wirtschaftsdidaktik.
Seine Forschungsgebiete sind berufliche Sozialisation, Curriculumforschung mit Schwerpunkt Modularisierung im Bereich der beruflichen Rehabilitation, Devianz im Kontext berufsschulischen Unterrichts, Didaktik kaufmännischer Bildung, speziell Situationsorientierung im Kontext kaufmännischer Berufsbildung, Diversity Education in Wirtschaftsschulen und Entwicklung moralischen Denkens mit Schwerpunkt auf Situationsadäquatheit moralischer Entscheidung.

## Schriften (Auswahl)
- Vom Egozentrismus zum Universalismus. Entwicklungsbedingungen moralischer Urteilskompetenz. Wiesbaden 2002, ISBN 3-8244-4484-4.
- Eine Theorie der Situation. Mit Beispielen für ihre Konkretisierung im Bereich der kaufmännischen Berufsbildung. Frankfurt am Main 2012, ISBN 978-3-631-63144-7.